# Janne Saksela
Janne Saksela (ur. 14 marca 1993 w Vantaa) – fiński piłkarz grający na pozycji obrońcy w Sparcie Rotterdam.

## Kariera klubowa
Piłkę nożną zaczął trenować w 1998 w klubie SAPA. W latach 2004–2006 był zawodnikiem HJK Helsinki, a w 2007 trafił do PK-35. W wieku 16 lat zadebiutował w pierwszej drużynie tego klubu. W listopadzie 2011 podpisał dwuletni kontrakt z HJK Helsinki, jednakże grał tylko w rezerwach tego klubu. W sierpniu 2012 został wypożyczony na miesiąc do JJK Jyväskylä, jednakże jeszcze przed końcem wypożyczenia podpisał z tym klubem kontrakt do końca sezonu 2013, a w maju 2013 przedłużył umowę o dwa lata. W listopadzie 2013 podpisał dwuletni kontrakt z Rovaniemen Palloseura. W listopadzie 2014 przebywał na testach w AIK Fotboll. W grudniu 2015 przedłużył kontrakt z RoPS o rok. W październiku 2016 podpisał dwuipółletni kontrakt ze Spartą Rotterdam obowiązujący od 1 stycznia 2017. Zadebiutował w tym klubie 27 stycznia 2017 w przegranym 2:3 meczu z Willem II Tilburg.

## Kariera reprezentacyjna
W reprezentacji Finlandii zadebiutował 10 stycznia 2016 w przegranym 0:3 meczu ze Szwecją.

## Kariera aktorska
W 2006 roku wystąpił w filmie krótkometrażowym „Silta”, a także w filmie „Tajemnica wilka” (fiń. „Suden arvoitus”), w którym wcielił się w rolę Matiasa Laitiego. Zagrał również w filmie „Lokakuun valoa” w 2009 oraz jednym odcinku serialu „Ketonen & Myllyrinne” w 2010 roku.